# Danielle Gaubert
Danielle Gaubert (auch Danièle Gaubert oder Daniele Gaubert; * 9. August 1943 in Nuars, Département Nièvre; † 4. November 1987 in Marseille) war eine französische Schauspielerin.

## Leben
Sie wurde 16-jährig von Claude Autant-Lara für den Film entdeckt und erschien bald danach auch in deutschen Produktionen. 1963 heiratete sie in der Stadt Authouillet in der Normandie Radhamés Trujillo Martínez, einen Sohn des 1961 erschossenen dominikanischen Diktators Rafael Trujillo.
Nach der Scheidung kehrte sie 1967 wieder vor die Kamera zurück. Sie spielte vorwiegend in Filmen mit Sex und Gewalt, so als Titelfigur in Die Wölfin, wo sie eine attraktive Verbrecherin darstellte. Im Mai 1969 erschienen Bilder von ihr im Magazin Playboy. Während ihres letzten Films Bankraub am Monte Rosa lernte sie den Skistar Jean-Claude Killy kennen, den sie 1972 heiratete. Sie zog sich nun vom Film zurück und wurde Mutter einer Tochter. Im Alter von 44 Jahren starb sie an Krebs.

## Filmografie
- 1960: Les régates de San Francisco
- 1960: Gefährliches Pflaster (Terrain vague)
- 1961: Das Bett des Königs (Vive Henry IV.! Vive l’amour!)
- 1961: Kaiserliche Hoheit (Napoléon II, l’aiglon)
- 1961: Le pavé de Paris
- 1962: Der Zigeunerbaron
- 1962: Una storia milanese
- 1963: Das große Liebesspiel
- 1963: Begegnung in Salzburg
- 1964: Wir warten in Ashiya (Flight from Ashiya)
- 1967: Die Zeit der Kirschen ist vorbei (Le grand dadais)
- 1967: Die Wölfin (La louve solitaire)
- 1968: Wo, wann, mit wem? (Come, quando, perchè)
- 1968: Paris n’existe pas
- 1969: Kameliendame 2000 (Camille 2000)
- 1970: Im Netz der Abwehr (Underground)
- 1971: Bankraub am Monte Rosa (The Ski Raiders)